# 扎列西耶市镇
扎列西耶市镇（俄语：Муниципальное образование Залесское）是俄罗斯联邦沃洛格达州乌斯秋日纳区所属的一个市镇。其下辖有35个居民点，行政中心为小沃斯诺耶。据2015年统计，该市镇的人口为1032人。